# Kvalspelet till herrarnas turnering i handboll vid olympiska sommarspelen 2016
Kvalspelet till herrarnas turnering i handboll vid olympiska sommarspelen 2016 pågick mellan januari 2015 och april 2016. 12 lag kom att kvalificera sig:
- 1 värdland
- 1 världsmästare
- 4 kontinentala mästare
- 6 främsta i de olympiska kvalturneringsgrupperna

## Kvalificerade lag
| Turnering                 | Slutdatum        | Spelplats | Platser | Kvalificerade lag   |
| ------------------------- | ---------------- | --------- | ------- | ------------------- |
| Värdnation                | -                | -         | 1       | Brasilien           |
| Europa (mästerskap)       | 31 januari 2016  | Polen     | 1       | Tyskland            |
| Afrika (mästerskap)       | 30 januari 2016  | Egypten   | 1       | Egypten             |
| Amerika (mästerskap)      | 25 juli 2015     | Kanada    | 1       | Argentina           |
| Asien (kvaltävling)       | 27 november 2015 | Qatar     | 1       | Qatar               |
| Världen (mästerskap)      | 1 februari 2015  | Qatar     | 1       | Frankrike           |
| Olympiska kvalturneringar | 10 april 2016    | Polen     | 2       | Polen · Tunisien    |
| Olympiska kvalturneringar | 10 april 2016    | Sverige   | 2       | Slovenien · Sverige |
| Olympiska kvalturneringar | 10 april 2016    | Danmark   | 2       | Kroatien · Danmark  |
| Totalt                    |                  |           | 12      |                     |

## Kvalificerande mästerskap
| Färgmarkeringar                                                                                        |
| --- |
| Kvalificerat till den olympiska turneringen 2016 som värdland                                          |
| Laget har kvalificerat sig från VM direkt till den olympiska turneringen 2016                          |
| Laget har kvalificerat sig från ett kontinentalt mästerskap direkt till den olympiska turneringen 2016 |
| Laget har kvalificerat sig från VM till den olympiska kvalturneringen                                  |
| Laget har kvalificerat sig från ett kontinentalt mästerskap till den olympiska kvalturneringen         |

### Världsmästerskapet 2015
| Plac | Lag                     |
| ---- | ----------------------- |
| 1    | Frankrike               |
| 2    | Qatar                   |
| 3    | Polen                   |
| 4    | Spanien                 |
| 5    | Danmark                 |
| 6    | Kroatien                |
| 7    | Tyskland                |
| 8    | Slovenien               |
| 9    | Makedonien              |
| 10   | Sverige                 |
| 11   | Island                  |
| 12   | Argentina               |
| 13   | Österrike               |
| 14   | Egypten                 |
| 15   | Tunisien                |
| 16   | Brasilien               |
| 17   | Tjeckien                |
| 18   | Belarus                 |
| 19   | Ryssland                |
| 20   | Bosnien och Hercegovina |
| 21   | Iran                    |
| 22   | Saudiarabien            |
| 23   | Chile                   |
| 24   | Algeriet                |

| Plac | Lag        |
| ---- | ---------- |
| 1    | Tyskland   |
| 2    | Spanien    |
| 3    | Kroatien   |
| 4    | Norge      |
| 5    | Frankrike  |
| 6    | Danmark    |
| 7    | Polen      |
| 8    | Sverige    |
| 9    | Ryssland   |
| 10   | Belarus    |
| 11   | Makedonien |
| 12   | Ungern     |
| 13   | Island     |
| 14   | Slovenien  |
| 15   | Serbien    |
| 16   | Montenegro |

| Plac | Lag          |
| ---- | ------------ |
| 1    | Qatar        |
| 2    | Iran         |
| 3    | Bahrain      |
| 4    | Sydkorea     |
| 5    | Japan        |
| 6    | Saudiarabien |
| 7    | Irak         |
| 8    | Chile        |
| 9    | Oman         |
| 10   | Australien   |
| 11   | Uzbekistan   |

| Plac | Lag                     |
| ---- | ----------------------- |
| 1    | Brasilien               |
| 2    | Argentina               |
| 3    | Chile                   |
| 4    | Uruguay                 |
| 5    | Puerto Rico             |
| 6    | Kuba                    |
| 7    | Kanada                  |
| 8    | Dominikanska republiken |

| Plac | Lag               |
| ---- | ----------------- |
| 1    | Egypten           |
| 2    | Tunisien          |
| 3    | Angola            |
| 4    | Algeriet          |
| 5    | Kamerun           |
| 6    | Marocko           |
| 7    | Kongo-Kinshasa    |
| 8    | Kongo-Brazzaville |
| 9    | Libyen            |
| 10   | Nigeria           |
| 11   | Gabon             |
| 12   | Kenya             |

| Grupp 1                                                                                      | Grupp 2                                                                                   | Grupp 3                                                                                   |
| -------------------------------------------------------------------------------------------- | ----------------------------------------------------------------------------------------- | ----------------------------------------------------------------------------------------- |
| - Polen – 3:a i VM - Makedonien – 9:a i VM - Chile – 3:a i Amerika - Tunisien – 2:a i Afrika | - Spanien – 4:a i VM - Slovenien – 8:a i VM - Iran – 2:a i Asien - Sverige – 8:a i Europa | - Danmark – 5:a i VM - Kroatien – 6:a i VM - Norge – 4:a i Europa - Bahrain – 3:a i Asien |

| Lag        | S | V | O | F | GM | IM  | MS  | P |
| ---------- | - | - | - | - | -- | --- | --- | - |
| Polen      | 3 | 3 | 0 | 0 | 88 | 71  | +17 | 6 |
| Tunisien   | 3 | 2 | 0 | 1 | 91 | 83  | +8  | 4 |
| Makedonien | 3 | 1 | 0 | 2 | 76 | 84  | −8  | 2 |
| Chile      | 3 | 0 | 0 | 3 | 83 | 100 | −17 | 0 |

|       | 8 april 2016 | Chile               | 29 – 35         | Tunisien           | Ergo Arena, Gdańsk                                 |                                                    |
| 18:30 | 18:30        | Salinas 11 6× 4× 1× | (12–17) Rapport | Boughanmi 11 8× 2× | Publik: 2 000 Domare: Kolahdouzan/Mousavian (Iran) | Publik: 2 000 Domare: Kolahdouzan/Mousavian (Iran) |
| 18:30 | 18:30        |                     |                 |                    | Publik: 2 000 Domare: Kolahdouzan/Mousavian (Iran) | Publik: 2 000 Domare: Kolahdouzan/Mousavian (Iran) |
| 18:30 | 18:30        |                     |                 |                    | Publik: 2 000 Domare: Kolahdouzan/Mousavian (Iran) | Publik: 2 000 Domare: Kolahdouzan/Mousavian (Iran) |

|       | 8 april 2016 | Polen            | 25 – 20        | Makedonien      | Ergo Arena, Gdańsk                               |                                                  |
| 20:30 | 20:30        | Bielecki 7 4× 3× | (13–9) Rapport | Lazarov 8 5× 4× | Publik: 10 000 Domare: Pálsson/Eliasson (Island) | Publik: 10 000 Domare: Pálsson/Eliasson (Island) |
| 20:30 | 20:30        |                  |                |                 | Publik: 10 000 Domare: Pálsson/Eliasson (Island) | Publik: 10 000 Domare: Pálsson/Eliasson (Island) |
| 20:30 | 20:30        |                  |                |                 | Publik: 10 000 Domare: Pálsson/Eliasson (Island) | Publik: 10 000 Domare: Pálsson/Eliasson (Island) |

|       | 9 april 2016 | Makedonien      | 26 – 32         | Tunisien          | Ergo Arena, Gdańsk                             |                                                |
| 18:30 | 18:30        | Lazarov 8 6× 3× | (10–17) Rapport | Boughanmi 7 8× 2× | Publik: 4 500 Domare: Hansen/Gjeding (Danmark) | Publik: 4 500 Domare: Hansen/Gjeding (Danmark) |
| 18:30 | 18:30        |                 |                 |                   | Publik: 4 500 Domare: Hansen/Gjeding (Danmark) | Publik: 4 500 Domare: Hansen/Gjeding (Danmark) |
| 18:30 | 18:30        |                 |                 |                   | Publik: 4 500 Domare: Hansen/Gjeding (Danmark) | Publik: 4 500 Domare: Hansen/Gjeding (Danmark) |

|       | 9 april 2016 | Polen                 | 35 – 27         | Chile                      | Ergo Arena, Gdańsk                              |                                                 |
| 20:30 | 20:30        | Daszek, Szyba 5 7× 3× | (19–13) Rapport | Feuchtmann, Maurin 6 9× 3× | Publik: 9 500 Domare: Pálsson/Eliasson (Island) | Publik: 9 500 Domare: Pálsson/Eliasson (Island) |
| 20:30 | 20:30        |                       |                 |                            | Publik: 9 500 Domare: Pálsson/Eliasson (Island) | Publik: 9 500 Domare: Pálsson/Eliasson (Island) |
| 20:30 | 20:30        |                       |                 |                            | Publik: 9 500 Domare: Pálsson/Eliasson (Island) | Publik: 9 500 Domare: Pálsson/Eliasson (Island) |

|       | 10 april 2016 | Makedonien       | 30 – 27         | Chile                    | Ergo Arena, Gdańsk                             |                                                |
| 18:00 | 18:00         | Kosteski 6 5× 3× | (17–14) Rapport | Erw. Feuchtmann 10 7× 3× | Publik: 2 500 Domare: Hansen/Gjeding (Danmark) | Publik: 2 500 Domare: Hansen/Gjeding (Danmark) |
| 18:00 | 18:00         |                  |                 |                          | Publik: 2 500 Domare: Hansen/Gjeding (Danmark) | Publik: 2 500 Domare: Hansen/Gjeding (Danmark) |
| 18:00 | 18:00         |                  |                 |                          | Publik: 2 500 Domare: Hansen/Gjeding (Danmark) | Publik: 2 500 Domare: Hansen/Gjeding (Danmark) |

|       | 10 april 2016 | Tunisien        | 24 – 28         | Polen            | Ergo Arena, Gdańsk                                 |                                                    |
| 20:00 | 20:00         | Bannour 5 5× 4× | (13–15) Rapport | Bielecki 7 6× 3× | Publik: 6 500 Domare: Kolahdouzan/Mousavian (Iran) | Publik: 6 500 Domare: Kolahdouzan/Mousavian (Iran) |
| 20:00 | 20:00         |                 |                 |                  | Publik: 6 500 Domare: Kolahdouzan/Mousavian (Iran) | Publik: 6 500 Domare: Kolahdouzan/Mousavian (Iran) |
| 20:00 | 20:00         |                 |                 |                  | Publik: 6 500 Domare: Kolahdouzan/Mousavian (Iran) | Publik: 6 500 Domare: Kolahdouzan/Mousavian (Iran) |

| Lag       | S | V | O | F | GM | IM  | MS  | P |
| --------- | - | - | - | - | -- | --- | --- | - |
| Slovenien | 3 | 2 | 0 | 1 | 80 | 62  | +18 | 4 |
| Sverige   | 3 | 2 | 0 | 1 | 81 | 67  | +14 | 4 |
| Spanien   | 3 | 2 | 0 | 1 | 83 | 70  | +13 | 4 |
| Iran      | 3 | 0 | 0 | 3 | 59 | 104 | −45 | 0 |

|       | 8 april 2016 | Spanien        | 21 – 24         | Slovenien       | Malmö Arena, Malmö                               |                                                  |
| 17:00 | 17:00        | Rivera 6 4× 3× | (16–12) Rapport | Dolenec 6 7× 3× | Publik: 2 264 Domare: Horáček/Novotný (Tjeckien) | Publik: 2 264 Domare: Horáček/Novotný (Tjeckien) |
| 17:00 | 17:00        |                |                 |                 | Publik: 2 264 Domare: Horáček/Novotný (Tjeckien) | Publik: 2 264 Domare: Horáček/Novotný (Tjeckien) |
| 17:00 | 17:00        |                |                 |                 | Publik: 2 264 Domare: Horáček/Novotný (Tjeckien) | Publik: 2 264 Domare: Horáček/Novotný (Tjeckien) |

|       | 8 april 2016 | Iran         | 19 – 34        | Sverige                         | Malmö Arena, Malmö                                   |                                                      |
| 19:15 | 19:15        | Nosrati 4 3× | (9–16) Rapport | Olsson, Källman, Ekberg 6 1× 3× | Publik: 4 328 Domare: Nachevski/Nikolov (Makedonien) | Publik: 4 328 Domare: Nachevski/Nikolov (Makedonien) |
| 19:15 | 19:15        |              |                |                                 | Publik: 4 328 Domare: Nachevski/Nikolov (Makedonien) | Publik: 4 328 Domare: Nachevski/Nikolov (Makedonien) |
| 19:15 | 19:15        |              |                |                                 | Publik: 4 328 Domare: Nachevski/Nikolov (Makedonien) | Publik: 4 328 Domare: Nachevski/Nikolov (Makedonien) |

|       | 9 april 2016 | Spanien     | 37 – 23         | Iran              | Malmö Arena, Malmö                              |                                                 |
| 16:15 | 16:15        | Ugalde 9 4× | (18–12) Rapport | Norouzinejad 6 3× | Publik: 4 288 Domare: Menezes/Pinto (Brasilien) | Publik: 4 288 Domare: Menezes/Pinto (Brasilien) |
| 16:15 | 16:15        |             |                 |                   | Publik: 4 288 Domare: Menezes/Pinto (Brasilien) | Publik: 4 288 Domare: Menezes/Pinto (Brasilien) |
| 16:15 | 16:15        |             |                 |                   | Publik: 4 288 Domare: Menezes/Pinto (Brasilien) | Publik: 4 288 Domare: Menezes/Pinto (Brasilien) |

|       | 9 april 2016 | Slovenien         | 23 – 24        | Sverige                         | Malmö Arena, Malmö                               |                                                  |
| 18:30 | 18:30        | Kavtičnik 8 5× 4× | (9–12) Rapport | Gottfridsson, Andersson 5 5× 4× | Publik: 8 653 Domare: Horáček/Novotný (Tjeckien) | Publik: 8 653 Domare: Horáček/Novotný (Tjeckien) |
| 18:30 | 18:30        |                   |                |                                 | Publik: 8 653 Domare: Horáček/Novotný (Tjeckien) | Publik: 8 653 Domare: Horáček/Novotný (Tjeckien) |
| 18:30 | 18:30        |                   |                |                                 | Publik: 8 653 Domare: Horáček/Novotný (Tjeckien) | Publik: 8 653 Domare: Horáček/Novotný (Tjeckien) |

|       | 10 april 2016 | Sverige         | 23 – 25         | Spanien     | Malmö Arena, Malmö                                   |                                                      |
| 16:30 | 16:30         | Nilsson 6 6× 3× | (11–12) Rapport | Rivera 9 4× | Publik: 8 253 Domare: Nachevski/Nikolov (Makedonien) | Publik: 8 253 Domare: Nachevski/Nikolov (Makedonien) |
| 16:30 | 16:30         |                 |                 |             | Publik: 8 253 Domare: Nachevski/Nikolov (Makedonien) | Publik: 8 253 Domare: Nachevski/Nikolov (Makedonien) |
| 16:30 | 16:30         |                 |                 |             | Publik: 8 253 Domare: Nachevski/Nikolov (Makedonien) | Publik: 8 253 Domare: Nachevski/Nikolov (Makedonien) |

|       | 10 april 2016 | Slovenien   | 33 – 17        | Iran              | Malmö Arena, Malmö                            |                                               |
| 18:45 | 18:45         | Marguč 8 3× | (17–8) Rapport | Norouzinejad 4 2× | Publik: 655 Domare: Menezes/Pinto (Brasilien) | Publik: 655 Domare: Menezes/Pinto (Brasilien) |
| 18:45 | 18:45         |             |                |                   | Publik: 655 Domare: Menezes/Pinto (Brasilien) | Publik: 655 Domare: Menezes/Pinto (Brasilien) |
| 18:45 | 18:45         |             |                |                   | Publik: 655 Domare: Menezes/Pinto (Brasilien) | Publik: 655 Domare: Menezes/Pinto (Brasilien) |

| Lag      | S | V | O | F | GM | IM | MS  | P |
| -------- | - | - | - | - | -- | -- | --- | - |
| Danmark  | 3 | 2 | 1 | 0 | 79 | 73 | +6  | 5 |
| Kroatien | 3 | 2 | 0 | 1 | 84 | 71 | +13 | 4 |
| Norge    | 3 | 1 | 1 | 1 | 81 | 81 | 0   | 3 |
| Bahrain  | 3 | 0 | 0 | 3 | 75 | 94 | −19 | 0 |

|       | 8 april 2016 | Norge             | 35 – 29         | Bahrain                 | Jyske Bank Boxen, Herning                       |                                                 |
| 18:00 | 18:00        | Bjørnsen 10 2× 3× | (16–15) Rapport | M. Al-Maqabi 6 1× 3× 1× | Publik: 8 700 Domare: Rashed/El-Sayed (Egypten) | Publik: 8 700 Domare: Rashed/El-Sayed (Egypten) |
| 18:00 | 18:00        |                   |                 |                         | Publik: 8 700 Domare: Rashed/El-Sayed (Egypten) | Publik: 8 700 Domare: Rashed/El-Sayed (Egypten) |
| 18:00 | 18:00        |                   |                 |                         | Publik: 8 700 Domare: Rashed/El-Sayed (Egypten) | Publik: 8 700 Domare: Rashed/El-Sayed (Egypten) |

|       | 8 april 2016 | Danmark     | 28 – 24        | Kroatien       | Jyske Bank Boxen, Herning                      |                                                |
| 20:30 | 20:30        | Hansen 8 3× | (11–9) Rapport | Štrlek 7 3× 4× | Publik: 12 000 Domare: López/Ramírez (Spanien) | Publik: 12 000 Domare: López/Ramírez (Spanien) |
| 20:30 | 20:30        |             |                |                | Publik: 12 000 Domare: López/Ramírez (Spanien) | Publik: 12 000 Domare: López/Ramírez (Spanien) |
| 20:30 | 20:30        |             |                |                | Publik: 12 000 Domare: López/Ramírez (Spanien) | Publik: 12 000 Domare: López/Ramírez (Spanien) |

|       | 9 april 2016 | Kroatien       | 33 – 22         | Bahrain           | Jyske Bank Boxen, Herning                       |                                                 |
| 18:00 | 18:00        | Štrlek 8 6× 3× | (14–14) Rapport | Al-Fardan 5 2× 3× | Publik: 4 000 Domare: Rashed/El-Sayed (Egypten) | Publik: 4 000 Domare: Rashed/El-Sayed (Egypten) |
| 18:00 | 18:00        |                |                 |                   | Publik: 4 000 Domare: Rashed/El-Sayed (Egypten) | Publik: 4 000 Domare: Rashed/El-Sayed (Egypten) |
| 18:00 | 18:00        |                |                 |                   | Publik: 4 000 Domare: Rashed/El-Sayed (Egypten) | Publik: 4 000 Domare: Rashed/El-Sayed (Egypten) |

|       | 9 april 2016 | Danmark     | 25 – 25         | Norge | Jyske Bank Boxen, Herning                      |                                                |
| 20:30 | 20:30        | Hansen 5 3× | (12–13) Rapport | 3× 4× | Publik: 12 000 Domare: Ștefan/Stark (Rumänien) | Publik: 12 000 Domare: Ștefan/Stark (Rumänien) |
| 20:30 | 20:30        |             |                 |       | Publik: 12 000 Domare: Ștefan/Stark (Rumänien) | Publik: 12 000 Domare: Ștefan/Stark (Rumänien) |
| 20:30 | 20:30        |             |                 |       | Publik: 12 000 Domare: Ștefan/Stark (Rumänien) | Publik: 12 000 Domare: Ștefan/Stark (Rumänien) |

|       | 10 april 2016 | Kroatien        | 27 – 21        | Norge          | Jyske Bank Boxen, Herning                     |                                               |
| 18:00 | 18:00         | Duvnjak 6 4× 2× | (14–7) Rapport | Jøndal 6 5× 3× | Publik: 4 000 Domare: López/Ramírez (Spanien) | Publik: 4 000 Domare: López/Ramírez (Spanien) |
| 18:00 | 18:00         |                 |                |                | Publik: 4 000 Domare: López/Ramírez (Spanien) | Publik: 4 000 Domare: López/Ramírez (Spanien) |
| 18:00 | 18:00         |                 |                |                | Publik: 4 000 Domare: López/Ramírez (Spanien) | Publik: 4 000 Domare: López/Ramírez (Spanien) |

|       | 10 april 2016 | Bahrain                   | 24 – 26         | Danmark                 | Jyske Bank Boxen, Herning                     |                                               |
| 20:30 | 20:30         | Al-Salatna, Habib 4 6× 2× | (12–12) Rapport | Mortensen, Svan 5 3× 2× | Publik: 5 500 Domare: Ștefan/Stark (Rumänien) | Publik: 5 500 Domare: Ștefan/Stark (Rumänien) |
| 20:30 | 20:30         |                           |                 |                         | Publik: 5 500 Domare: Ștefan/Stark (Rumänien) | Publik: 5 500 Domare: Ștefan/Stark (Rumänien) |
| 20:30 | 20:30         |                           |                 |                         | Publik: 5 500 Domare: Ștefan/Stark (Rumänien) | Publik: 5 500 Domare: Ștefan/Stark (Rumänien) |